# Duque de Caxias FC

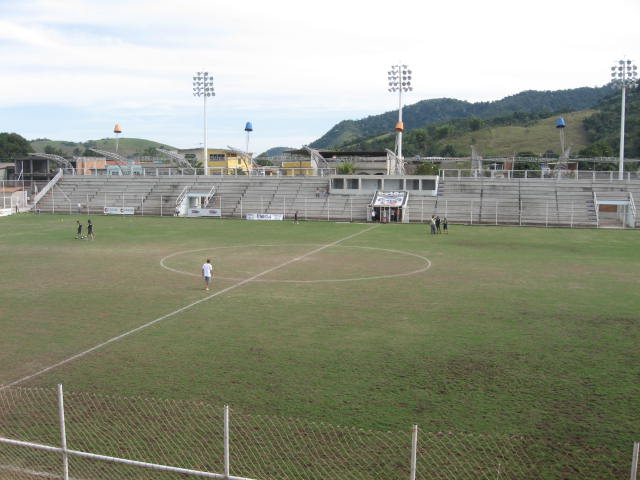
Estádio Romário de Souza Faria

Der Duque de Caxias Futebol Clube, normalerweise nur kurz als Duque de Caxias bezeichnet, ist ein Fußballverein aus Duque de Caxias, einer rund 20 km nordwestlich von Rio de Janeiro gelegenen Industriestadt mit etwa 850.000 Einwohnern. Der Verein wurde am 22. Februar 1957 als Tamoio Futebol Clube gegründet. Stadtrivalen sind die Tigres do Brasil.

## Geschichte
Als Tamoio hatte der im Stadtviertel Xerém beheimatete Verein keine bedeutenden Erfolge aufzuweisen und blieb auch auf Staatsebene unterklassig. Am 8. März 2005 wurde der Verein mit dem Gedanken den Namen der Stadt zu popularisieren in Duque de Caxias FC umbenannt.
2006 stieg der Verein erstmals in die zweite Spielklasse der Staatsliga auf. 2007 belegte Duque de Caxias beim Staatspokal von Rio de Janeiro, der Copa Rio, den 6. Platz, was ausreichte um einen Platz für 2008 in der nationalen dritten Liga, der Série C, zu erlangen. Im selben Jahr reichte in der zweiten Liga von Rio ein 6. Platz auch für den Aufstieg in die erste Staatsliga, da diese auf 16 Vereine aufgestockt wurde.
2008 qualifizierte sich Duque de Caxias national durch einen vierten Platz für den Aufstieg in die zweithöchste Spielklasse Brasiliens, die Série B. 2011 stieg der Verein wieder ab und spielt inzwischen in der 4. Liga.
2005 eröffnete der Verein seine Sektion für Frauen durch eine Kooperation mit dem bereits 1999 gegründeten Clube dos Empregados da Petrobrás. Unter der Bezeichnung CEPE-Caxias gewann der Club drei Staatsmeistertitel der Frauen. 2009 wurde die Kooperation beendet, doch führte Caxias sein Frauenteam nun in Eigenregie weiter, welches einen weiteren Staatsmeistertitel und 2010 den brasilianischen Pokal gewann.

## Stadion
Der Verein trägt seine Heimspiele im generell als Marrentão bekannten vereinseigenen Estádio Romário de Souza Faria aus. Das nach dem gleichnamigen Fußballer benannte Stadion ersetzte 2007 das Maracanãzinho genannte Estádio Mestre Telê Santana. Das Stadion wurde im Dezember 2007 mit einem Spiel gegen CR Vasco da Gama eingeweiht, welches 1:1 endete. Im Januar des darauffolgenden Jahres verlor Duque de Caxias das erste offizielle Spiel in der neuen Heimat mit 1:2 gegen Cardoso Moreira FC mit 1:2. Nachdem das Marrentão zunächst nur für 4.000 Zuseher freigegeben wurde, können seit Oktober 2008 alle 10.000 Sitzplätze benutzt werden.

## Erfolge
Männer:
- Staatspokal von Rio de Janeiro: 2013

Frauen:
- Brasilianischer Pokal: 2010
- Staatsmeisterschaft von Rio de Janeiro: 2005, 2006, 2007, 2011